# L'Homme qui dormait le jour
Pour plus de détails, voir Fiche technique et Distribution.
L'Homme qui dormait le jour (Az ember, aki nappal aludt), est une comédie policière hongroise réalisée par László Szabó et sortie en 2003.

## Synopsis
Zoltán Sebők (György Cserhalmi) est un policier ordinaire qui est un jour témoin d'un délit de fuite. Il se lance à la poursuite du chauffard, qui lui tire dessus, détruit sa voiture et Sebők se retrouve avec une jambe cassée. Cependant, son patron et vieil ami, le colonel Simon Rehák (István Bubik), ne le croit pas parce que Sebők n'a pas de témoin et qu'on a trouvé de l'alcool dans son sang, si bien qu'il est mis à la retraite. Pour prouver son innocence, Sebők commence une enquête et se rend dans les endroits les plus sombres de la ville pour rencontrer le gang criminel qui veut le tuer.

## Fiche technique
- Titre original : L'Homme qui dormait le jour[1]
- Titre original hongrois : Az ember, aki nappal aludt[2],[3]
- Réalisation : László Szabó
- Scénario : László Szabó
- Photographie : Sándor Kurucz (hu)
- Montage : Katalin Kabdebó (hu), Lili Fodor, Réka Lemhényi (hu)
- Musique : Máté Victor (hu)
- Décors : János Rauschenberger
- Production : András Ozorai
- Sociétés de production : Neurópa Film
- Pays de production :  Hongrie
- Langue originale : hongrois
- Format : couleur
- Genres : comédie policière
- Durée : 103 minutes
- Date de sortie :
  - Hongrie : février 2003 (Festival du film hongrois) ; 15 janvier 2004 (sortie nationale)

## Distribution
- György Cserhalmi : Major Sebők Zoltán
- Miklós Székely B. (hu) - Lieutenant István Bánk-Székely
- István Bubik (hu) - Colonel Simon Rehák
- Dénes Ujlaki (hu) - Gyula Gömöri, banquier (ancien ministre)
- István Sándor - Oncle Mausz
- István Szilágyi (hu) - Lecsó
- Ági Szirtes (hu) - Klári

## Production
László Szabó a écrit le scénario du film en 1990. András Ozorai, producteur délégué, essayait de faire un film à partir du scénario depuis 1992 ; il a essayé d'obtenir une coproduction française pour réaliser le projet, mais comme Szabó ne voulait pas d'acteurs français pour jouer l'un des rôles principaux, il a décidé de faire le film en utilisant uniquement de l'argent hongrois. Szabó a écrit ce livre à l'époque du premier scandale de contrebande d'armes en Hongrie. Le tournage du film, dont le budget s'élevait à 90 millions de forints, a duré de décembre 2001 à février 2002. Selon les acteurs et l'équipe, les conditions étaient très difficiles, car ils ont dû tourner dans de très mauvaises conditions avec très peu d'argent. L'hiver a été très rude, avec des températures avoisinant les moins 30 degrés. Ce n'était pas facile pour les acteurs, mais ce sont les membres de l'équipe qui ont le plus souffert, car ils avaient peu de possibilités de s'échapper pour se réchauffer. L'équipe a tourné à Nyugati tér, Rózsadomb, à la gare de Rákosrendező, autour de la rue Práter dans le 8e arrondissement, au marché de la rue Fény, au bar Casanova patiné sur la place Batthyányi dans les années 70 et à Városliget, mais il y a également eu de nombreuses prises de vue de la ville la nuit, du pont Élisabeth et du pont aux Chaînes. Le pub où Cserhalmi et ses collègues policiers s'affrontent se trouve dans le 8e arrondissement. L'endroit appelé « Itt a vendég-lő » (litt. « Voici la chambre d'amis ») était autrefois un pub, mais il a été fermé. Le nom accrocheur du pub est une « invention » du décorateur János Rauschenberger.